# إميلي تيمبل-وود
إميلي تمبل وود (بالإنجليزية: Emily Temple-Wood) هي محررة أمريكية على موقع ويكيبيديا وهي معروفة باسم كيلانا على الموقع. تشتهر إميلي بجهودها الحثيثة في مواجهة آثار وأسباب التحيز ضد المرأة على ويكيبيديا، ولا سيما من خلال إنشاء مقالات حول المرأة في مجال العلوم. أعلنها رجل الأعمال الأمريكي والمشارك في إنشاء ويكيبيديا المدعو جيمي ويلز بأنها العضو الفائز بجائزة ويكيبيديا للعام 2016 في مؤتمر ويكيمانيا السنوي في 24 حزيران/يونيو من عام 2016.

## حياة سابقة
ولدت إميلي تيمبل وود في 24 أيار/مايو في عام 1994  لوالدتها لورا تيمبل ووالدها أندرو وود. التحقت تيمبل وود بمدرسة أفيري كونلي في دونيرز جروف في ولاية إلينوي الأمريكية. وصفتها مقالة سلكية نُشرت في عام 2017 بأنها من ذلك النوع من طلاب المدرسة المتوسطة التي رفضت القيام بقسم الولاء، وذلك لاعتقادها أن فكرة جعل الأطفال يقسمون قسم الولاء كانت غريبة. فازت أيضًا في مسابقة التهجئة في مقاطعة دوبيج لعام 2008. أدى هذا الانتصار إلى مشاركتها في مسابقة سكريبس الوطنية للتهجئة في نفس العام حيث استمرت حتى الدور ربع النهائي وحلت في المركز 46.
كُرّمت تيمبل وود بعد المنافسة في حزيران/يونيو في عام 2008 من قبل حاكم إلينوي آنذاك والذي يُدعى بات كوين إلى جانب الفائزين الإقليميين الآخرين بمسابقة التهجئة. بدأت دراستها في مدرسة دونيرز جروف الثانوية حيث كانت عضوًا في فريق الكلام. فاز هذا الفريق بأربع ميداليات إحداهما كانت في المقام الأول في اجتماع رابطة إلينوي للمدارس الثانوية لعام 2011 في مدينة بيوريا. تخرجت من جامعة لويولا في شيكاغو بشهادات في البيولوجيا الجزيئية والدراسات العربية والإسلامية في أيار/مايو في عام 2016. بدأت دراستها في كلية الطب في جامعة ميدويسترن في شيكاغو في خريف عام 2016.

## العمل على موقع ويكيبيديا
تلقت تيمبل وود تغطية صحفية وطنية على عملها في إنشاء مقالات ويكيبيديا عن نساء عالمات، وذلك بالإضافة إلى نشاطها لزيادة تمثيل هؤلاء النساء في ويكيبيديا. بدأت بتحريرها الأول على الموقع في عام 2005 عندما كانت في سن العاشرة، وبدأت بعدها أولى مساهماتها عندما كانت في سن 12 حيث تعرضت لأول مرة للمضايقة عبر الإنترنت نتيجة لإسهاماتها فيه. بدأت جهودها فيما يتعلق بالنساء العالمات عندما كانت في المدرسة المتوسطة. أصبحت مديرة في ويكيبيديا في عام 2007، وعملت في لجنة التحكيم من عام 2016 حتى عام 2017.
شاركت أيضًا في تأسيس مشروع ويكيبيديا للنساء العالمات في عام 2012، وكتبت منذ ذلك الحين المئات من صفحات ويكيبيديا عن عدد كبير من هؤلاء النساء. حُررت هذه المقالات باسم المستخدم كيلانا  وبدأت في إنشاء مثل هذه المقالات عندما لاحظت أن قلة من النساء اللائي كن أعضاء في الجمعية الملكية لديهن مقالات على ويكيبيديا.
عبرت إميلي لمؤسسة ويكيميديا عن غضبها عندما لاحظت ذلك لأول مرة وقالت: «لقد غضبت كثيرًا وكتبت مقالًا في تلك الليلة. جلست حرفيًا في الردهة في المبنى حتى الساعة الثانية صباحًا أكتب أول مقالة لي عن امرأة عالمة». تقول إميلي أنها كثيرة الفخر بنفسها بعد كتابتها لهذا المقال حول روزالين سكوت، وهي أول امرأة أمريكية من أصل أفريقي تصبح جرّاحة صدرية.
نظمت تيمبل وود أيضًا حدثًا تحريريًا في المتاحف والمكتبات بهدف زيادة تمثيل النساء العالمات في ويكيبيديا. أخبرت صحيفة ذا أتلانتيك في تشرين الأول/أكتوبر من عام 2015 بأنها تعرفت على 4,400 عالمة لم يكن لديهن مقالات تعريفية مكتوبة عنهن على ويكيبيديا، وذلك على الرغم من أن كل واحدة منهن كانت معروفة بما يكفي لأن يكون لديها واحدة على الموقع. اكتسبت إميلي في آذار/مارس من عام 2016 اهتمام وسائل الإعلام الدولية بسبب تعاملها مع التحرش الجنسي الذي كانت تتعرض له على الإنترنت، وكانت تبدأ بكتابة مقالة واحدة عن إحدى النساء العالمات في كل مرة كانت تتلقى فيها بريدًا إلكترونيًا مسيئًا.
أخبرت موقع بازفيد نيوز في ذلك الشهر حول سبب قيامها بذلك وقالت: «إن دوافعي هي توجيه الإحباط الذي أشعر به من التعرض للمضايقة إلى شيء مثمر». أخبرت مجلة فيدار في أيار/مايو في عام 2016: «بصفتي محررة على ويكيبيديا، فردي الطبيعي لرؤية وجود فجوة في تغطية هؤلاء النساء هو بدء مشروع ما، وهذا ما فعلته بمشروع النساء العالمات. لقد سيطر الرجال على جميع قصص التاريخ، فالتأكد من أن السير الذاتية للمرأة مدرجة في ويكيبيديا هو السبيل لزيادة وجود المرأة العالمة في المجتمع».

## مناصب
تيمبل وود هي نائب رئيس ويكيميديا فرع مقاطعة كولومبيا، وكذلك عضو في مجلس إدارتها. وهي أيضًا عضو مجلس إدارة مؤسسة مشروع ويكي الطبي وعضو ويكيبيديا في المعهد الوطني للسلامة والصحة المهنية.